# Antiphiona fragrans
Antiphiona fragrans là một loài thực vật có hoa trong họ Cúc. Loài này được (Merxm.) Merxm. mô tả khoa học đầu tiên năm 1954.